# Крижаний (фільм)
«Крижаний» (англ. The Iceman) — американський кримінальний трилер режисера Аріеля Вромена (був також сценаристом і продюсером), що вийшов 2012 року. У головних ролях Майкл Шеннон, Вайнона Райдер, Кріс Еванс. Стрічка заснована на реальних подіях.
Сценаристом також був Морґан Ленд, продюсерами — Егуд Блайберґ. Вперше фільм продемонстрували 30 серпня 2012 року в Італії на Венеційському кінофестивалі. В Україні у кінопрокаті прем'єра фільму відбулась 5 вересня 2013 року.

## Сюжет
Стрічка розказує про життя Річарда Куклинскі — серійного вбивці і сім'янина. Навіть серед мафії він мав особливу репутацію, за що отримав прізвисько «Крижаний», бо тіла вбитих заморожував у рефрижераторах. Допоки Річарда не впіймали у 1986 році, сім'я Куклинскі не підозрювала про його інше життя.

## У ролях
| Актор           | Персонаж                                                           | Роль                              |
| --------------- | ------------------------------------------------------------------ | --------------------------------- |
| Майкл Шеннон    | Річард Куклинскі (англ. Richard Kuklinski)                         | найманий вбивця мафії             |
| Вайнона Райдер  | Дебора Куклинскі (англ. Deborah Kuklinski)                         | дружина Річарда Куклинскі         |
| Кріс Еванс      | Роберт «Містер Морозний» Прондж (англ. Robert 'Mr. Freezy' Pronge) | наставник Річарда Куклинскі       |
| Рей Ліотта      | Рой ДіМео (англ. Roy DeMeo)                                        | мафіозі, наймає Річарда Куклинскі |
| Девід Швіммер   | Джош Розенталь (англ. Josh Rosenthal)                              | найманий вбивця                   |
| Джеймс Франко   | Марті Фрімен (англ. Marty Freeman)                                 |                                   |
| Стівен Дорфф    | Джозеф Куклинскі (англ. Joseph Kuklinski)                          |                                   |
| Ерін Каммінґз   | Еллен (англ. Ellen)                                                |                                   |
| Роберт Даві     | Лео Меркс (англ. Leo Merks)                                        |                                   |
| Вероніка Розаті | Ліві (англ. Livi)                                                  |                                   |

## Сприйняття

### Критика
Фільм отримав загалом змішані відгуки: Rotten Tomatoes дав оцінку 67 % на основі 119 відгуків від критиків (середня оцінка 6,2/10) і 67 % від глядачів із середньою оцінкою 3,6/5 (15,945 голосів). Загалом на сайті фільми має позитивний рейтинг, фільму зарахований «стиглий помідор» від кінокритиків і «попкорн» від глядачів, Internet Movie Database — 6,9/10 (14 252 голоси), Metacritic — 60/100 (28 відгуків критиків) і 7,2/10 від глядачів (25 голосів). Загалом на цьому ресурсі від критиків фільм отримав змішані відгуки, а від глядачів — позитивні.
Ігор Грабович в «Українська правда. Життя» поставив фільму 4,5/5, сказавши, що це «напружений та непересічний трилер про сутінки людської душі. Ця історія надається до ширшого контексту, який може включати у себе не тільки кримінальний світ, а, наприклад, сферу політичних убивств чи каральних органів, у яких діють подібного типу люди, абсолютно нечутливі до чужих страждань».

### Касові збори
Під час показу у США, що почався 3 травня 2013 року, протягом першого тижня фільм був показаний у 4 кінотеатрах і зібрав $87,946, що на той час дозволило йому зайняти 30 місце серед усіх тогочасних прем'єр. Показ протривав 91 день (13 тижнів) і завершився 1 серпня 2013 року. За цей час фільм зібрав у прокаті у США $1,969,193 при бюджеті $10 млн.

### Нагороди і номінації[11]
| Рік  | Нагорода                    | Категорія                    | Номінант                                    | Результат |
| ---- | --------------------------- | ---------------------------- | ------------------------------------------- | --------- |
| 2012 | Capri                       | Режисерський прорив          | Аріель Вромен                               | Перемога  |
| 2013 | Newport Beach Film Festival | Видатні акторські досягнення | Джеріко Розалес, Оната Епріле, Майкл Шеннон | Перемога  |